# Philautus tinniens
Philautus tinniens är en groddjursart som först beskrevs av Jerdon 1854.  Philautus tinniens ingår i släktet Philautus och familjen trädgrodor. Inga underarter finns listade i Catalogue of Life.